# Piękna Góra (Olsztyn)
Piękna Góra (deutsch Stolzenberg (Gut)) ist ein Ort im Stadtteil Mazurskie der kreisfreien Stadt Olsztyn (deutsch Allenstein), der Hauptstadt der polnischen Woiwodschaft Ermland-Masuren.

## Geographische Lage
Piękna Góra liegt im südlichen Westen des Stadtteils Mazurskie. Die Ortsstelle des einstigen Gutes Stolzenberg befindet sich 750 Meter westlich des Skanda-Sees (polnisch Jezioro Skanda). Bis zum Stadtzentrum von Olsztyn sind es vier Kilometer.
|  |

## Geschichte
Bis zum 14. März 1848 hieß das Gut Stolzenberg „Abbau Blockhagen“, einem Wohnplatz der Stadt Allenstein. „Stolzenberg“ war der Geburtsname der Witwe des Gutsherrn August Blockhagen, das am 18. Juli 1863 zum Verkauf anstand. Am 1. Dezember 1905 wurden im Gutsort zwei Wohnstätten bei 48 Einwohnern gezählt. Weiter wurde am 1. November 1907 berichtet, dass Gutsbesitzer Franz Poetsch der Königliche Kronenorden IV. Klasse verliehen worden ist.

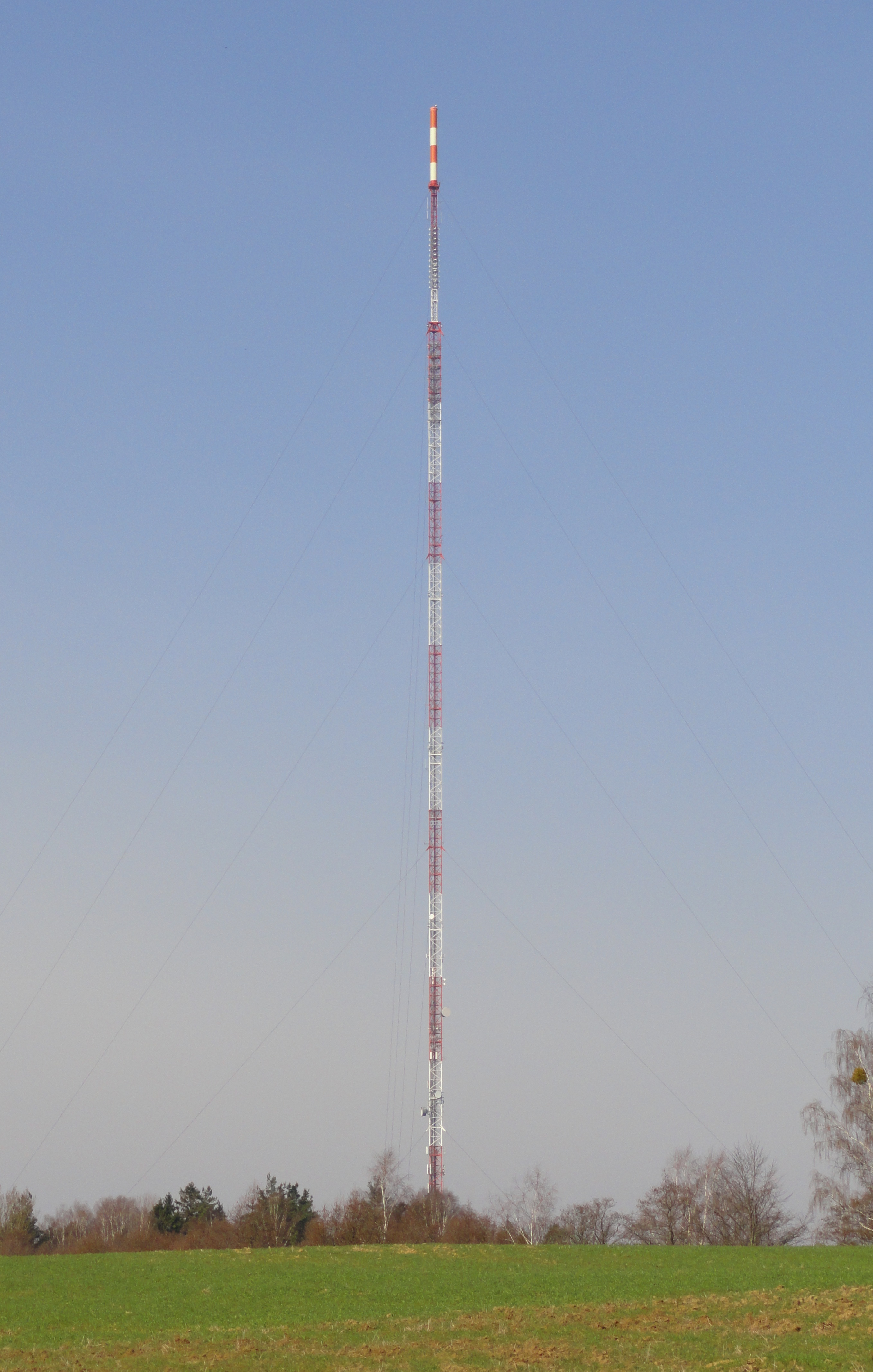
Der Sendemast Olsztyn-Pieczewo in Piękna Góra

Nachdem in Kriegsfolge im Jahre 1945 das gesamte südliche Ostpreußen zu Polen gekommen war, erhielt Stolzenberg wohl zunächst die polnische Namensform „Pieczewo“. Davon leitet sich der Name des Olsztyne Stadtteils Pieczewo in unmittelbarer Nachbarschaft zum Stadtteil Mazurskie ab. Heute ist der jetzt Piękan Góra (= „Wunderschöne Berge“) genannte Ort eine Wohnsiedlung innerhalb des Stadtteils Mazurskie.
Im Gebiet der Piękna Góra steht an der ul. Masztowa der nun eben auch namentlich Pieczewo zugeordnete Sendemast Olsztyn-Pieczewo, der mit seinen 356,5 Metern Höhe als höchstes Bauwerk in Polen gilt.

## Kirche
Bis 1945 war Gut Stolzenberg in die evangelische Kirche Allenstein in der Kirchenprovinz Ostpreußen der Kirche der Altpreußischen Union, außerdem in die römisch-katholische St. Jakobskirche Allenstein im damaligen Bistum Ermland eingepfarrt.
Heute gehört Piękna Góra zu der nun Christus-Erlöser-Kirche genannten Kirche in Olsztyn innerhalb der Diözese Masuren der Evangelisch-Augsburgischen Kirche in Polen, sowie zu den katholischen Pfarreien im Stadtteil Olsztyn Mazurskie, dem Erzbistum Ermland zugeordnet.

## Verkehr
Zur Ortsstelle des einstigen Gutes Stolzenberg in der Wohnsiedlung Piękna Góra gelangt man über einen Verbindungsweg von der ul. Wincentego Pstrowskiego in südlicher Richtung. Die ul. Pstrowskiego zweigt von der Woiwodschaftsstraße 660 (= „ul. Wisławy Szymborskiej“) ab, die durch den Stadtteil Mazurskie hindurchführt und das Olsztyner Stadtzentrum mit der Anschlussstelle Olsztyn Pieczewo verbindet, die von den Schnellstraßen S 16 und S 51 in einer gemeinsamen Trasse als Südostumfahrung der Stadt Olsztyn gebildet wird.
Eine Anbindung an den Bahnverkehr besteht nicht, wohl aber gibt es Busverkehr bis in das Stadtzentrum hinein.